# Vosnon
Vosnon é uma comuna francesa na região administrativa de Grande Leste, no departamento de Aube. Estende-se por uma área de 12,83 km². Em 2010 a comuna tinha 234 habitantes (densidade: 18,2 hab./km²).
O filosofo André Gorz viviu em Vosnon de 1984 até 2007.